# Scaphisoma assimile
Scaphisoma assimile, früher Scaphosoma a., ist ein Käfer aus der Unterfamilie der Kahnkäfer (Scaphidiinae).

## Merkmale
Die Käfer erreichen eine Körperlänge von zwei Millimetern. Der Nahtstreifen der Deckflügel verläuft anders als beim Pilz-Kahnkäfer (Scaphisoma agaricinum) bis zum Halsschild und biegt vor der Basis nach außen, um erst etwa bei der Hälfte der Basis aufzuhören. Die Deckflügel sind auffällig eng und deutlich punktförmig strukturiert. Sie sind schwarz gefärbt, zu den Spitzen hin ist ein rotbrauner oder breit gelblicher Saum ausgebildet. Das vierte Glied der Fühler ist fast gleich lang wie das fünfte.

## Vorkommen und Lebensweise
Die Art ist in Europa und am Kaukasus verbreitet. Die nördliche Verbreitung reicht bis in die Mitte Skandinaviens und den Süden Finnlands, die südliche Grenze reicht in Südfrankreich und Italien bis zum Mittelmeer. Die Tiere sind in Mitteleuropa meistens nicht häufig.